# Stevens Thomson Mason

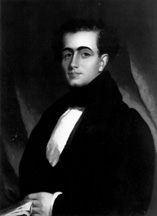
Stevens Thomson Mason

Stevens Thomson Mason (* 29. Dezember 1760 in Chappawamsic, Stafford County Colony of Virginia; † 9. Mai 1803 in Philadelphia, Pennsylvania) war Colonel in der Kontinentalarmee während des Amerikanischen Unabhängigkeitskriegs, ein Abgeordneter des Parlaments von Virginia und ein US-Senator zwischen 1794 und 1803.

## Werdegang
Mason besuchte das William und Mary College in Williamsburg, Virginia, wo er Jura studierte. Als er als Anwalt zugelassen wurde, begann er in Dumfries in Prince William County, Virginia zu praktizieren. Später diente er in der Kontinentalarmee als ein Berater von General George Washington bei der Schlacht von Yorktown (1781) und war ein Brigadegeneral der Virginia-Miliz.       
Mason war zwischen 1783 und 1794 Abgeordneter des Delegiertenparlaments von Virginia für die Demokratisch-Republikanische Partei. Danach war er von 1787 bis 1790 Senatsmitglied von Virginia, wobei er im Verfassungskonvent 1788 Virginia repräsentierte. 1794 wurde Mason in den Senat gewählt, um die offene Stelle zu schließen, die durch den Rücktritt von James Monroe entstand. Danach wurde er 1797 und 1803 nochmals gewählt. Mason bekleidete dieses Amt vom 18. November 1794 bis zu seinem Tod in Philadelphia, Pennsylvania.
Er wurde in der Familiengruft in Raspberry Plain in Loudoun County, Virginia beigesetzt.
Nach ihm ist Mason County in Michigan benannt.

## Familie und Politik
Masons Vater Thomson Mason (1730–1785) war vorsitzender Richter am obersten Gerichtshof in Virginia. Sein Bruder Georg Mason (1725–1792) nahm auch an dem Verfassungskonvent 1787/1788 teil. Sein Sohn Armistead Thomson Mason (1787–1819) war ein US-Senator von Virginia und sein Enkel, Stevens Mason, war der erste Gouverneur des Staates Michigan.
| Personendaten    | Personendaten                           |
| ---------------- | --------------------------------------- |
| NAME             | Mason, Stevens Thomson                  |
| KURZBESCHREIBUNG | US-amerikanischer Politiker             |
| GEBURTSDATUM     | 29. Dezember 1760                       |
| GEBURTSORT       | Chappawamsic, Stafford County, Virginia |
| STERBEDATUM      | 9. Mai 1803                             |
| STERBEORT        | Philadelphia, Pennsylvania              |